# Хотин (новоизобретённый корабль)
«Хотин» — парусный новоизобретённый корабль Азовской флотилии, а затем Черноморского флота Российской империи, участник русско-турецких войн 1768—1774 и 1787—1791 годов.

## Описание судна
Парусный трёхмачтовый новоизобретённый корабль первого рода. Единственный корабль первого рода среди новоизобретённых кораблей. Водоизмещение корабля составляло 169 ласт, длина — 39 метров, ширина — 8,23—8,3 метра, а осадка — 2,74—2,8 метра. Первоначальное вооружение судна составляли шестнадцать 12-фунтовых орудий, однако при последующей тимберовке их количество было увеличено до 25. Экипаж судна по сведениям из различных источников состоял от 157 до 175 человек. Из-за уменьшенной осадки, предназначавшейся для обеспечения возможности преодоления мелководного бара Дона и перехода в Азовское море, как и все новоизобретённые корабли обладал посредственными мореходными качествами и остойчивостью.
Корабль был назван в честь взятия русскими войсками 9 (20) сентября 1769 года крепости Хотин.

## Предпосылки постройки
18 (29) ноября 1768 года правительством Российской империи было принято решение использовать старые «петровские» верфи для строительства кораблей, способных вести боевые действия в Азовском море, реке Дон и её притоках. Корабли были названы «новоизобретёнными», поскольку ни конструкцией, ни размерами не соответствовали строившимся до этого линейным кораблям. Для обеспечения возможности преодоления мелководного бара Дона было принято решение строить корабли с минимально возможной осадкой, однако это не лучшим образом сказалось на мореходных качествах этих судов. Несмотря на большое количество недостатков в конструкции новоизобрётенных кораблей, они продержались в составе флота порядка 15 лет.

## История службы
Корабль «Хотин» был заложен на Новопавловской верфи в сентябре 1769 года и после спуска на воду 1 (12) марта 1770 года вошёл в состав Азовской флотилии России. Строительство вёл кораблестроитель в звании корабельного мастера И. И. Афанасьев.
В сентябре 1770 года совершил переход в Таганрог.
Принимал участие в русско-турецкой войне 1768—1774 годов. В кампанию 1771 года возглавил эскадру под флагом вице-адмирала А. Н. Сенявина, которая 17 (28) мая покинула Таганрог и вышла в крейсерское плавание в Азовское море. 21 июня (2 июля) эскадра пошла на сближение с неприятельским флотом, обнаруженным в Керченском проливе, однако турецкие корабли уклонились от боя и ушли. В августе и сентябре того же года входил в состав отряда капитана 1-го ранга Я. Ф. Сухотина, крейсировавшего в Чёрном море у крымских берегов.
В кампанию 1772 года в апреле перешёл из Еникале в Таганрог на килевание, после которого 14 (25) октября вернулся назад в Еникале. В кампанию следующего 1773 года с мая по сентябрь в составе различных отрядов принимал участие в крейсерских плаваниях в Чёрном море. 5 (16) сентября возглавлял эскадру кораблей под флагом вице-адмирала А. Н. Сенявина, которая атаковала находящиеся у Суджук-кале неприятельские суда, однако турецкая эскадра не приняв боя ушла на юг. В июле 1774 года вновь находился в составе эскадры А. Н. Сенявина, которая совершала крейсерское плавание в Керченском проливе, а 28 июня (9 июля) отражала попытку прорыва в пролив турецкого флота.
В 1775 году корабль использовался для доставки в Синоп пленных турок. В 1777 году выходил в крейсерское плавание к крымским берегам. В 1778—1779 годах находился в Таганроге на тимберовке. В 1782 и 1783 годах вновь крейсировал у берегов Крыма, в мае 1783 года был переведён в состав Черноморского флота. В 1785 году находился у входа в Севастопольскую бухту и был оборудован под брандер.
Во время русско-турецкой войны 1787—1791 годов начиная с 1787 года использовался в качестве плавучей батареи у одного из берегов Севастопольской бухты. По окончании службы корабль «Хотин» был разобран, однако подробностей последних лет службы и точного времени вывода его из состава флота не сохранилось.

## Командиры корабля
Командирами новоизобретённого корабля «Хотин» в разное время служили:
- М. П. Фондезин (1770—1772 годы);
- Ф. В. Неелов (1773 год);
- Ф. Федоров (1774—1775 годы);
- П. Дурнов (1776 год);
- А. Лыков (1777 год);
- И. Л. Ломен (1778 год);
- Т. Г. Козлянинов (1782—1783 год);
- А. Л. Симанский (1784 год);
- Ф. Я. Заостровский (1785 год).

### Комментарии
1. ↑  128 футов.
2. ↑  27 футов.
3. ↑  9 футов.
4. ↑  В некоторых источниках в качестве кораблестроителя ошибочно указывается его сын — С. И. Афанасьев.